# The Changing of Times
The Changing of Times è il terzo album degli Underoath, pubblicato nel 2002 dalla Solid State Records.

## Il Disco
Si tratta di un disco atipico rispetto al canonico panorama metalcore e alle sue tematiche classiche: il pilastro portante del disco è il sentimento desolante per l'aver causato involontariamente la morte di una persona cara, come è successo a Dallas, per l'ultima volta cantante della band, e trovare la forza di andare avanti.
Rispetto a molte altre produzioni, in questo disco tutte le canzoni sono ben curate a partire dal singolo When the Sun Sleeps. Riff abbastanza semplici, doppia cassa sempre presente e voce ipnotizzante sono le caratteristiche tecniche principali.

## Tracce
1. When the Sun Sleeps  – 5:33
2. Letting Go of Tonight  – 1:52
3. A Message for Adrienne  – 4:37
4. Never Meant to Break Your Heart  – 3:55
5. The Changing of Times  – 4:08
6. Angel Below  – 3:23
7. The Best of Me  – 3:33
8. Short of Daybreak  – 2:43
9. Alone in December  – 5:12
10. 814 Stops Today  – 0:59

## Formazione
- Dallas Taylor - voce
- Aaron Gillespie - batteria, voce
- Timothy McTague - chitarra
- James Smith - chitarra
- Grant Brandell - basso
- Christopher Dudley - tastiere